# Spontan emission
Spontan emission er en fysisk proces hvor et atom, en atomkerne, et molekyle eller en anden lyskilde spontant udsender en foton idet det samtidig overgår fra en exciteret tilstand til en anden stationær tilstand med lavere energiindhold. Den nye tilstand kan være en anden exciteret tilstand eller grundtilstanden.
Hvis lyskilden (for eksempel et atom eller en atomkerne) er i en exciteret tilstand med energien {\displaystyle E_{2}} og henfalder til en ny tilstand med energien {\displaystyle E_{1}}, vil forskellen i energi svare til fotonens energiindhold:
{\displaystyle E_{2}-E_{1}=h\nu ,}
hvor {\displaystyle h} er Plancks konstant og {\displaystyle \nu } er frekvensen.
Den spontane emission sker uden nogen ydre årsag, og fotonens fase og retning er tilfældig. Dette er i modsætning til stimuleret emission, som anvendes i lasere, hvor atomet interagerer med et elektromagnetisk felt og afgiver energi til feltet.
Sandsynligheden for at en exciteret lyskilde henfalder inden for et bestemt tidsrum er konstant, og antallet af dem vil formindskes eksponentielt over tid med en bestemt halveringstid, ligesom ved radioaktivt henfald (gammastråling skyldes netop ofte spontan emission fra en atomkerne).
Den modsatte proces hvor et foton indfanges og får et atom til at overgå til mere exciteret tilstand, kaldes absorption.
Et atoms mulige energitilstande bestemmer mulighederne for hvilket energiindhold de udsendte fotoner kan have, og derved de mulige fotonfrekvenser. Dette er grunden til at hvert grundstof har sine egne spektrallinjer, som kan bruges til at identificere stoffet.

## Astronomi
Emissionståger er stjernetåger der absorberer ultraviolet lys fra nærliggende, unge stjerner. De exciterede atomer i stjernetågen genudsender energien i bl.a. synligt lys og afslører grundstofsammensætningen.
Skyer med neutralt brint emitterer 21 cm-stråling, pga. elektronernes spontane ændring af spin. Radioteleskoper kan derved kortlægge brintskyerne.   